# Palpita stenocraspis
Palpita stenocraspis is een vlinder uit de familie van de grasmotten (Crambidae), uit de onderfamilie van de Spilomelinae. De wetenschappelijke naam van deze soort is voor het eerst voorgesteld als Glyphodes stenocraspis door Arthur Gardiner Butler in een publicatie uit 1898.
De soort komt voor in Kenia en Tanzania.